# فرودگاه روچیانگ لولان
فرودگاه روچیانگ لولان (به لاتین: Ruoqiang Loulan Airport) یک پروازگاه و پروازگاه ترافیک تجاری در چین است که در سین‌کیانگ واقع شده‌است. این فرودگاه در سال ۲۰۱۸ بنیان‌گذار شد.